# Elaine Treharne
Pour les articles homonymes, voir Treharne.
Elaine Treharne est une historienne médiéviste et universitaire britannique. Elle est professeure d'histoire médiévale à l'université Stanford depuis 2012.

## Biographie
Elaine Treharne naît à Aberystwyth, au pays de Galles, en 1964. Elle fait ses études à l'université de Manchester où elle obtient son baccalauréat en langue et littérature anglaises en 1986, puis un doctorat avec une thèse intitulée Corpus Christi College, Cambridge, MS303, and the Old English Lives of Saints Margaret, Giles, and Nicholas en 1992, ainsi qu'un master d'archivistique à l'université de Liverpool en 1987. Elle enseigne l'histoire médiévale à l'université de Leicester, puis à l'université Stanford,,. 
Elle s'intéresse particulièrement aux études de manuscrits, à la littérature anglaise ancienne, et à l'histoire des technologies textuelles, en particulier du livre fait à la main. Elle dirige les cours en ligne de l'université Stanford sur l'étude des manuscrits intitulés Digging Deeper.

## Appartenances institutionnelles
Elle est membre de la Society of Antiquaries of London (2009), de la Royal Historical Society (2011), et fellow de l'English Association  dont elle est directrice de 2001 à 2005, puis présidente de 2004 à 2007. Treharne est fellow de la Learned Society of Wales depuis 2020. Elle est présidente en exercice de l'association Teachers of Old English in Britain and Ireland (2022-2025).

## Publications

### Monographies
- Perceptions of Medieval Manuscripts: The Phenomenal Book (2021)
- Medieval Literature: A Very Short Introduction (2015)
- Living Through Conquest: the Politics of Early English, 1020 to 1220 (2012)

### Éditions, livres co-écrits et volumes co-édités
- (avec Benjamin Albritton, Deadra Fuzzell, Luca Messarra and Lauren Selden) The Handmade Book (2022)
- (avec Orietta Da Rold) Cambridge Companion to British Medieval Manuscripts (2020)
- (avec Benjamin Albritton and Georgia Henley) Medieval Manuscripts in the Digital Age (2020)
- (avec Claude Willan) Text Technologies: A History (2019)
- (avec Greg Walker) Textual Distortion (2017)
- (avec David F. Johnson) Reading Medieval Literature: Interpretations of Old and Middle English Texts (2005)
- (avec Susan Rosser) Early Medieval English Texts and Interpretations: Studies Presented to Donald G. Scragg (2003)
- Writing Gender and Genre in Medieval Literature: Approaches to Old and Middle English Texts, Essays and Studies (2002)
- (avec Phillip Pulsiano) The Blackwell Companion to Anglo-Saxon Literature (2001)
- (avec Phillip Pulsiano) Anglo-Saxon Manuscripts and Their Heritage (1998)
- The Old English Life of St Nicholas with the Old English Life of St Giles (1997)

### Manuels et anthologies
- (avec Greg Walker)The Oxford Handbook of Medieval Literature (2010)
- Old and Middle English, An Anthology, 800-1450, 3e éd (2009)
- Old and Middle English Poetry, Blackwell Essential Literature (2002)
- (avec J. Coleman) A History of English Language: Sourcebook (1998)